# مكتبة إستونيا الوطنية
مكتبة إستونيا الوطنية ( (بالإستونية: Eesti Rahvusraamatukogu)‏ هي مؤسسة عامة وطنية في إستونيا، تعمل وفقًا لقانون المكتبة الوطنية في إستونيا. تم تأسيسها كمكتبة برلمانية في إستونيا في 21 ديسمبر 1918.
وفقًا للقانون، فإن المكتبة الوطنية لإستونيا هي الراعية للذاكرة والتراث الوطنيين الإستونيين، وتعمل كمركز تخزين للأدب الإستوني والببليوغرافيا الوطنية، ومزود المعلومات الرئيسي للبرلمان الإستوني والعديد من المؤسسات الدستورية الأخرى، وهي مؤسسة وطنية. مركز علوم المكتبات والمعلومات، وموقع للتعليم المستمر لأمناء المكتبات، وكذلك كمركز ثقافي. منذ 16 سبتمبر 2008، المديرة العامة للمكتبة الوطنية هي السيدة جان أندريسو.

## المهام
مكتبة إستونيا الوطنية هي:
- مكتبة وطنية، تجمع وتخزن وتتيح للجمهور الوصول إلى الوثائق المنشورة في إستونيا أو حول إستونيا، بغض النظر عن مكان نشرها، وتحتفظ بقواعد البيانات الوطنية للببليوغرافيا والإحصاءات الوطنية الإستونية الخاصة بالمخرجات المطبوعة الإستونية، وتعمل بمثابة ISSN الإستوني، ISBN و وكالة ISMN
- مكتبة برلمانية، تقدم خدمات المعلومات إلى Riigikogu، وحكومة الجمهورية، ومكتب رئيس الجمهورية، وسلطات الدولة ؛
- مكتبة بحثية توفر المعلومات للأنشطة البحثية في العلوم الإنسانية والاجتماعية وخدمات المعلومات المختلفة ؛
- مركز أبحاث وتطوير للمكتبات، يوفر معلومات عن المكتبات والمعلومات العلمية، وتنسيق أنشطة البحث والتطوير وتوحيد المكتبات في إستونيا، وتنظيم استبيانات المستخدمين، والتدريب، والمزيد من التدريب المهني لموظفي المكتبات الإستونية، ونشر المواد المتعلقة بالمكتبات والكتب العلوم ومجلة المكتبات الإستونية، تنظيم المسوحات الوطنية لإحصاءات المكتبات والمشاركة بنشاط في التعاون الدولي للمكتبات ؛
- مركز ثقافي، حيث تقام معارض الكتب والفنون المختلفة، إلى جانب المؤتمرات والحفلات الموسيقية والعروض المسرحية والأمسيات السينمائية والأنشطة الثقافية الأخرى.

## خدمات المعلومات
تقدم مكتبة إستونيا الوطنية خدمات المعلومات في المجالات التالية:
- العلوم الإنسانية : التاريخ والإثنولوجيا والفلسفة والفولكلور وعلم النفس والدين والثقافة واللغويات والعلوم الأدبية والأدب الإستوني والأجنبي والفن والموسيقى والأفلام والمسرح، إلخ.
- العلوم الاجتماعية : الاقتصاد والقانون والسياسة والعلوم السياسية وعلم الاجتماع، إلخ.
- المنظمات الدولية : الاتحاد الأوروبي، منظمة التجارة العالمية (WTO)، منظمة الصحة العالمية (WHO)، الأمم المتحدة (UN)، صندوق النقد الدولي (IMF)، إلخ.
- المحاكم الدولية : محكمة العدل للجماعات الأوروبية، محكمة العدل الدولية، إلخ.
- علوم المعلومات : علم المعلومات، وعلوم المكتبات، وأمانة المكتبات، وتاريخ الكتب، وما إلى ذلك.
- رسم الخرائط والجغرافيا.

يقدم متخصصو مجموعة الكتب النادرة استشارات حول الكتب القديمة. هناك أيضًا خدمات أرشيفية على أساس المؤسسة والمجموعات الشخصية الموجودة في المكتبة وخدمات الحفظ وخدمات التجليد المتاحة.

### المكتبة الإلكترونية
تم تطوير المكتبة الإلكترونية منذ منتصف التسعينيات وهي متاحة على الصفحة الرئيسية لمكتبة إستونيا الوطنية. تمكن القراء من:
- استخدام الكتالوج الإلكتروني ESTER
- طلب معلومات عن قواعد البيانات والمجلات الإلكترونية المرخصة
- تقديم استفسارات في مجال العلوم الإنسانية والاجتماعية
- قراءة المنشورات على الإنترنت، وزيارة المعارض الإلكترونية، وشراء منشورات المكتبة
- التعرف على المجموعات الرقمية
- استخدام مصادر المعلومات بالمكتبة الأوروبية

بعض الخدمات متاحة فقط للقراء المسجلين بالمكتبة الوطنية. يستطيعون:
- حجز الكتب والمجلات والموسيقى المكتوبة وغيرها من المواد
- تجديد موعد استحقاق الكتب
- نسخ الطلب
- طلب العناصر عن طريق الإعارة بين المكتبات

## مجموعات الكتب
في 1 يناير 2007، تضمنت مجموعة المكتبة الوطنية لإستونيا 3.4 مليون كتاب ومجلة ومرجع ودورية بما في ذلك:
- 1،975،981 مجلدًا من الكتب
- 302،988 مجموعة سنوية من الدوريات
- 20954 قطعة من مواد رسم الخرائط
- 117777 قطعة من النوتات الموسيقية
- 180.062 قطعة من فن الرسم
- 7203 مخطوطات ووثائق أرشيفية
- 2635 بندًا من المعايير
- 481،088 عنصرًا من الكتيبات
- 43477 قطعة من المواد السمعية والبصرية
- 1852 قطعة من المواد الإلكترونية
- 27198 عنصرًا من الأشكال الدقيقة

منذ عام 1919، يحق للمكتبة الوطنية تلقي نسخ الإيداع القانوني لجميع المنشورات المطبوعة في إستونيا.

### النوادر
يتم تخزين المنشورات باللغة الإستونية المطبوعة قبل عام 1861 والمنشورات باللغات الأجنبية المطبوعة قبل عام 1831، بما في ذلك ثمانية منشورات incunabula و 1500 منشور من القرنين السادس عشر والسابع عشر، في مجموعة الكتب النادرة. تشمل المنشورات اللاحقة مجموعة مختارة من النسخ مع التوقيعات، وتعديلات المخطوطات وعلامات الملكية، ونسخ الرقيب، والتجليد الفني، والمنشورات الفاخرة. بالإضافة إلى 28000 مطبوعة نادرة، تضم المجموعة 150 مخطوطة. تم إجراء بحث عن الكتب القديمة في المكتبة لأكثر من 50 عامًا.
أقدم كتاب في مجموعة الكتب النادرة هو عمل لامبرتوس دي مونتي، وهو عالم لاهوت من كولونيا - Copulatasuper tres libros Aristotelis De Anima... (كولونيا، 1486). أقدم منشور إستوني هو كتاب هاينريش ستال للمواعظ Leyen Spiegel (Reval، 1641-1649) مع نصوص متوازية باللغتين الإستونية والألمانية.

## تاريخ المكتبة
في 21 ديسمبر 1918، اتخذت الحكومة المؤقتة لجمهورية إستونيا قرارًا بإنشاء مكتبة الدولة. كانت المجموعة الأساسية للمكتبة حوالي 2000 عنوان ضروري لسن القوانين والحكومة وكان المستخدمون الأوائل هم أعضاء البرلمان ( Riigikogu ). كانت المكتبة تقع في غرفتين صغيرتين من مبنى البرلمان في قلعة تومبيا.
خلال فترة جمهورية إستونيا المستقلة من 1918 إلى 1940، تطورت المكتبة ونمت بسرعة. في عام 1919، بدأت المكتبة في تلقي نسخة الإيداع القانوني لجميع المطبوعات المنشورة في إستونيا. في عام 1921، تم إبرام اتفاقيات التبادل الدولية الأولى. في عام 1935 أنشأت مكتبة الولاية مجموعة أرشيفية لجميع المنشورات باللغة الإستونية وحول إستونيا. كانت هذه بداية اكتساب منهجي للمواد المطبوعة في إستونيا ودول البلطيق. في الثلاثينيات من القرن الماضي، بدأت مكتبة الولاية في أداء وظائف أكثر من تلك الموجودة في المكتبة البرلمانية - تضمنت المجموعات حوالي 50000 عنصر وكان القراء يضمون مفكرين بارزين وشخصيات ثقافية وعامة.

### مبنى المكتبة
تم بناء مبنى المكتبة الوطنية في Tõnismägi في تالين، المصمم خصيصًا للمكتبة، بين عامي 1985 و 1993. المهندس المعماري للمبنى هو Raine Karp ومصممه الداخلي هو سولبف فاهترا Sulev Vahtra. المبنى المكون من ثمانية طوابق مع طابقين تحت مستوى الأرض هو حتى الآن أكبر مكتبة في دول البلطيق. يضم 20 غرفة قراءة مع 600 مقعد للقراء وقاعة مؤتمرات كبيرة وقاعة مسرح والعديد من مناطق العرض. تم تصميم أكوام المكتبة لاستيعاب خمسة ملايين مجلد. جميع الأرفف مزودة بأرفف ومكيفات هواء مناسبة لحفظ المستندات.

## الروابط الخارجية
- الموقع الرسمي باللغة الإنجليزية